# Landes-sur-Ajon
Landes-sur-Ajon település Franciaországban, Calvados megyében. Lakosainak száma 459 fő (2022. január 1.). Landes-sur-Ajon Épinay-sur-Odon, Le Mesnil-au-Grain, Vacognes-Neuilly, Malherbe-sur-Ajon és Val d'Arry községekkel határos.

## Népesség
A település népességének változása:
| Lakosok száma | 170  | 215  | 250  | 332  | 406  | 406  | 426  | 451  | 451  | 459  |
|               | 1968 | 1982 | 1990 | 2006 | 2013 | 2015 | 2017 | 2019 | 2020 | 2022 |